# Нижній Післеглуд
Нижній Післеглу́д (рос. Нижний Пислеглуд) — присілок в Якшур-Бодьїнському районі Удмуртії, Росія.
Населення — 232 особи (2012; 230 в 2010).

## Урбаноніми[4]
- вулиці — Зарічна, Колгоспна, Комсомольська, Коротка, Кутова, Молодіжна, Польова, Садова, Травнева
- провулки — Дружній, Новий, Ставковий